# Nothoprocta
Nothoprocta je rod ptica iz porodice tinamuovki. Ima šest vrsta koje nastanjuju travnjake i otvorene šume Južne Amerike, posebno Ande. 
Veliki su 26-36 cm. Imaju duge, prema dolje zakrivljene kljunove. Perje im je sivosmeđe boje i ima crne i bijele pjege. 
Ove ptice većinu vremena provode na tlu, ne kreću se puno. Hrane se sjemenkama i kukcima. Gnijezde se na tlu. Jaja pokrivaju perjem kad je potencijalni grabežljivac u blizini. Mužjak inkubira jaja koja mogu biti od čak četiri različite ženke. Inkubacija kod većine vrsta obično traje 2-3 tjedna.
Riječ Nothoprocta dolazi od dvije grčke riječi, nothos što znači lažan, i prōktos što znači rep.